# Haliclona twincayensis
Haliclona twincayensis är en svampdjursart som beskrevs av de Weerdt,Rützler och Smith 1991. Haliclona twincayensis ingår i släktet Haliclona och familjen Chalinidae. Inga underarter finns listade i Catalogue of Life.